# سباستین بالساس
سباستین بالساس (اسپانیایی: Sebastián Balsas‎؛ زادهٔ ۵ مارس ۱۹۸۶) بازیکن فوتبال اهل اروگوئه است.
از باشگاه‌هایی که در آن بازی کرده‌است می‌توان به باشگاه فوتبال ناسیونال اروگوئه، سن لورنزو، باشگاه فوتبال کوردوبا، آرژانتینوس جونیورز و باشگاه فوتبال لیورپول (مونته‌ویدئو) اشاره کرد.